# Анна Бішоп
Анна Бішоп — американська письменниця фентезі. Її найвідомішою роботою є серія «Чорні коштовності». У 2000 році вона отримала премію Кроуфорда за перші три книги «Чорні коштовності», які іноді називають трилогією «Чорні коштовності»: «Дочка крові», «Спадкоємець тіней» і «Королева темряви».

## Біографія
Народилася 1955 року. Анна Бішоп розпочала свою письменницьку кар'єру з публікації оповідань. Вона найбільш відома своїми відзначеними нагородами романами «Трилогія про чорні коштовності», "Дочка крові ", «Спадкоємець тіней» і «Королева темряви». Бішоп також створила трилогію «Тір Аленн» і серію «Пейзажі ефемери». Зараз вона проживає в північній частині штату Нью-Йорк, де працює над своїм новим серіалом «Інші». Багато її романів також доступні за кордоном.
Вона живе в північній частині штату Нью-Йорк.

## Роботи

### Серії
Серії спекулятивної фантастики складають більшість опублікованих робіт Бішоп.
Чорні коштовності
Перший том оригінальної трилогії та перший роман у всесвіті Black Jewels, Daughter of the Blood, був опублікований у березні 1998 року. «Спадкоємець тіней» і «Королева темряви», опубліковані у квітні 1999 року та січні 2000 року, завершили трилогію. Також у 2000 році Бішоп випустила свій перший окремий роман для всесвіту Black Jewels, The Invisible Ring. Дія роману відбувалася до самої трилогії, тому читачі могли взяти роман до або після прочитання трилогії, хоча Бішоп рекомендує прочитати його після. У 2005 році Бішоп випустив книгу з чотирьох оповідань під назвою Dreams Made Flesh . Знову ця збірка оповідань дозволила читачеві відчути смак багатого всесвіту, створеного Бішопом, без необхідності читати основну трилогію. Хоча прочитання трилогії додавало глибини окремим новелам і навпаки. 2008 рік приніс ще один самостійний роман "Заплутані мережі ". Потім у 2009 році був опублікований роман Бішоп The Shadow Queen. На відміну від її попередніх творів, цей роман був пов'язаний з персонажами та подіями, які відбулися в іншому її окремому романі, «Невидиме кільце», а також з подіями оригінальної трилогії. Shalador's Lady, випущений у 2010 році, є продовженням «The Shadow Queen», а в березні 2011 року Twilight's Dawn з'явився на прилавках. Він містить ще чотири оповідання, які допомагають відповісти на запитання читачів про різні частини всесвіту/історії. Два оповідання, «До того часу, як розквітне відьомська кров» і «Ціна», спочатку були опубліковані (березень 2000 і жовтень 2004 відповідно) в антологіях оповідань різних авторів. «До того часу, коли відьомська кров розквітне» також можна знайти в кінці Tangled Webs.
У порядку публікації назви:
- Daughter of the Blood, березень 1998
- Спадкоємець тіні, квітень 1999
- Queen of the Darkness, січень 2000
- «By the Time the Witchblood Blooms», Treachery and Treason (Antology), березень 2000 р.; у колекції 2008 Tangled Webs, 2008
- Невидиме кільце, жовтень 2000 (приквел)
- The Price, (коротке оповідання) Опубліковано в Powers of Detection: Tales of Mystery and Fantasy, жовтень 2004 р.
- Dreams Made Flesh, січень 2005, збірка чотирьох оповідань про Чорні коштовності:
  - «Ткач мрій»
  - «Принц Ебон-Рігу»
  - «Зууламан»
  - «Серце Кейліра»
- Tangled Webs, березень 2008 р.
- The Shadow Queen, березень 2009 року — пов'язаний із подіями/персонажами «Невидимого кільця» та з'являється після оригінальної трилогії
- Shalador's Lady, березень 2010 (продовження The Shadow Queen)
- Світанок Сутінок, березень 2011, збірка чотирьох оповідань про Чорні коштовності:
  - «Подарунки Winsol»
  - «Відтінки честі»
  - «Сім'я»
  - «Дочка верховного лорда»
- Угода королеви, березень 2020 р.
- The Queen's Weapons, березень 2021
- The Queen's Price, березень 2023 р.

Тір Аленн
- Стовпи світу, жовтень 2001 р.
- Тіні та світло, жовтень 2002
- The House of Gaian, жовтень 2003 р.

Ефемера
- Себастьян, лютий 2006 р
- Belladonna, березень 2007
- Голос: Ефемерна новела, лютий 2012
- Міст мрій, березень 2012

Інші
- Написано червоним, березень 2013
- Вбивство ворон, березень 2014
- Vision in Silver, березень 2015 р
- Позначено у Flesh, березень 2016 р
- Etched In Bone, березень 2017
- Lake Silence, березень 2018
- Дика країна, березень 2019
- Crowbones березень 2022

### Розповіді
- «The Lady in Glass», 2 ночі (осінь 1989), вересень 1989[9]
- «Зброя», 2 ночі (осінь 1991), вересень 1991
- «Match Girl», Ruby Slippers, Golden Tears (Антологія), грудень 1995
- «Рапунцель», «Чорний лебідь», «Білий ворон» (Антологія), червень 1997 р.
- «Тунель», жахи! 365 страшних історій, жовтень 1998 р.
- «The Wild Heart», Silver Birch, Blood Moon (Антологія), березень 1999
- «A Strand in the Web», Orbiter, вересень 2002 р. під редакцією Julie E. Czerneda[10]
- «By the Time the Witchblood Blooms», Treachery and Treason (Антологія), березень 2000 р.; у колекції Tangled Webs 2008 року
- Літо в Mossy Creek (колективний роман), червень 2003[11]
- «The Fairest One of All», журнал Lighthouse № 2, грудень 2003 р
- «The Price», Powers of Detection: Tales of Mystery and Fantasy, жовтень 2004 р.
- «Stands a God Within the Shadows», Imaginary Friends (Antology), вересень 2008 р.